# Jota Crucis
Jota Crucis (ι Crucis, förkortat Jota Cru, ι Cru) som är stjärnans Bayerbeteckning, är en ensam stjärna belägen i den östra delen av stjärnbilden Södra korset. Den har en skenbar magnitud på 4,69 och är synlig för blotta ögat där ljusföroreningar ej förekommer. Baserat på parallaxmätning inom Hipparcosuppdraget på ca 27,2 mas, beräknas den befinna sig på ett avstånd på ca 120 ljusår (ca 37 parsek) från solen.

## Egenskaper
Jota Crucis  är en orange till röd jättestjärna av spektralklass K0 III. Den har en radie som är ca 5,8 gånger större än solens och utsänder från dess fotosfär ca 23 gånger mera energi än solen vid en effektiv temperatur av ca 4 800 K. 
Det finns en närliggande stjärna av magnitud 10,8 och spektraltyp G8, men dess mycket avvikande rörelse genom rymden visar att den endast är en optisk följeslagare.